# محمد الطهراني العسكري
الميرزا محمد بن رجب علي الطهراني العسكري (1281 هـ - 1371 هـ). هو رجل دين ومحدث شيعي ذو أصول إيرانيَّة إذ أنه من أهل طهران ولذلك سمي الطهراني، أما العسكري فهو نسبة إلى دار هجرته وهي مدينة سامراء العراقيَّة التي دفن فيها إمامان من أئمة الشيعة يقال لهما الإمامان العسكريان وهما علي بن محمد الهادي، والحسن بن علي العسكري، وقد ترجم له عمر كحالة في معجم المؤلفين قائلاً عنه: ”محمد بن رجب علي الطهراني، العسكري، نزيل سامراء. فقيه، محدث، عارف بالرجال“.

## مؤلفاته
له عدد من المؤلفات والمصنَّفات، وقد حرر الكثير من إجازات الرواية لعدد من المستجيزين منه من رجال الدين وقد أدرج بعضها في كتابه مستدرك الإجازات، ومن كتبه ومؤلفاته المذكورة في الكتب والمصادر التي ترجمت له:
| - الفوائد العسكرية. في ثلاث مجلدات. - الصحيفة المهدوية. في أدعية الإمام الثاني عشر. - مصابيح الأنوار. - كتاب الإجازات. في أربع مجلدات، ويقول الطهراني في وصف الكتاب: ”جمع فيه كل ما لم يكن في البحار من الإجازات المتقدمة على عصر العلامة المجلسي والمتأخرة عنه إلى العصر الحاضر فهو أجمع من سائر كتب الإجازات“. | - مستدرك بحار الأنوار. مستدرك على كتاب بحار الأنوار لمحمد باقر المجلسي في ست مجلدات كبار. قال الطهراني في ذكره لهذا الكتاب: ”كتب أولاً مصابيح الأنوار في فهرس أبواب البحار، ثم اشتغل باستدراك كل باب واستدرك في كثير من أبوابه، واستدراك مجلده الأخير في الإجازات ثمينة جداً“. - مستدرك إجازات بحار الأنوار. - الذكر الجميل في ترجمة الخليل. رسالة في ترجمة الخليل بن أحمد الفراهيدي. - كتاب في الرجال. ذكره الطهراني بعنوان رجال الميرزا محمد بن رجب علي الطهراني العسكري. |

## وفاته
كانت وفاته في الثامن والعشرين من جمادى الأولى 1371 هـ.

### الكتب
- الذريعة إلى تصانيف الشيعة. آغا بزرگ الطهراني، طبع بيروت - لبنان، تاريخ الطبع مفقود، منشورات دار الأضواء.
- معجم المؤلفين. عمر كحالة، طبع بيروت - لبنان، تاريخ الطبع مفقود، منشورات إحياء التراث العربي.

### إشارات مرجعية
1. 1 2  
كحالة، عمر. معجم المؤلفين - ج9. ص. 307. مؤرشف من الأصل في 2019-12-13.
2. ↑  
الطهراني، آغا بزرگ. الذريعة إلى تصانيف الشيعة - ج1. ص. 240. مؤرشف من الأصل في 2019-12-17.
3. ↑  
الطهراني، آغا بزرگ. الذريعة إلى تصانيف الشيعة - ج1. ص. 24. مؤرشف من الأصل في 2020-01-09.
4. ↑  
الطهراني، آغا بزرگ. الذريعة إلى تصانيف الشيعة - ج15. ص. 24. مؤرشف من الأصل في 2019-12-17.
5. ↑  
الطهراني، آغا بزرگ. الذريعة إلى تصانيف الشيعة - ج21. ص. 86. مؤرشف من الأصل في 2019-12-17.
6. ↑  
الطهراني، آغا بزرگ. الذريعة إلى تصانيف الشيعة - ج1. ص. 129. مؤرشف من الأصل في 2020-01-09.
7. ↑  
الطهراني، آغا بزرگ. الذريعة إلى تصانيف الشيعة - ج21. ص. 4. مؤرشف من الأصل في 2020-01-09.
8. ↑  
الطهراني، آغا بزرگ. الذريعة إلى تصانيف الشيعة - ج10. ص. 34. مؤرشف من الأصل في 2020-01-09.
9. ↑  
الطهراني، آغا بزرگ. الذريعة إلى تصانيف الشيعة - ج13. ص. 144. مؤرشف من الأصل في 2019-12-13.